# Brzostowica Wielka
Brzostowica Wielka (biał. Вялі́кая Бераставі́ца, Wialikaja Bierastawica, ros. Большая Берестовица, Bolszaja Bieriestowica) – osiedle typu miejskiego na Białorusi, w obwodzie grodzieńskim, centrum administracyjne rejonu brzostowickiego.
Brzostowica Wielka leży nad Brzostowiczanką, u zbiegu dróg republikańskich P-99, P-100 i P-134, 54 km na południe od Grodna, 7,5 km od granicy polsko-białoruskiej.
Siedziba parafii prawosławnej (pw. św. Mikołaja Cudotwórcy) i rzymskokatolickiej (pw. Przemienienia Pańskiego).
Miasto magnackie położone było w końcu XVIII wieku w powiecie grodzieńskim województwa trockiego.
W 1801 Brzostowicy Wielkiej urodził się Józef Kowalewski, w 1973 Andrzej Poczobut.

## Etymologia nazwy

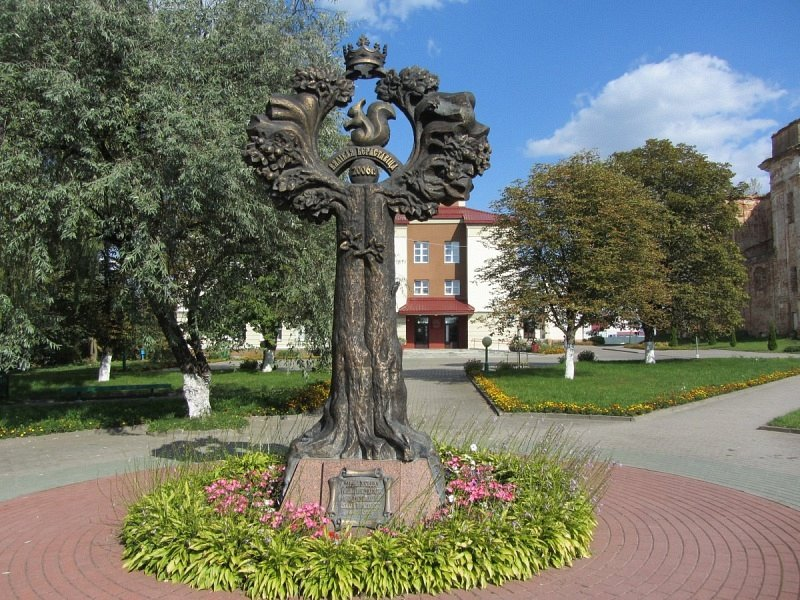
Pomnik z godłem osiedla

Nazwa "Brzostowica" najprawdopodobniej pochodzi od słowa brzost (wiąz górski), lub od białoruskiego słowa biarosta oznaczającego korę brzozy. Niewykluczone jednak, że nazwa powstała jako forma zdrobniała od nazwy miasta Brześć. Wówczas Brzostowica oznaczałaby "Mały Brześć".
Toponim wiązany jest również ze słowem bieraścianka, którym określano łódki z kory brzozowej używane w przeszłości na okresowo żeglownej miejscowej rzeczce. Istnieje także podanie ludowe, według którego pierwszymi osadnikami w tym miejscu byli zakochani Brzost i Tawica, którym przyszło uciekać z rodzinnych stron w poszukiwaniu szczęścia. Od ich imion jakoby powstała nazwa Brzostowicy. W 2006, w czasie święta 500-lecia osiedla, przy wjeździe do niego ustawiono rzeźby przedstawiające mitycznych Brzosta i Tawicę, jako wyraz szacunku dla przodków i ich kultury.

## Flaga i herb
Flaga i herb Brzostowicy Wielkiej zostały ustanowione 17 lipca 2006 rozporządzeniem prezydenta Białorusi nr 455.

## Historia

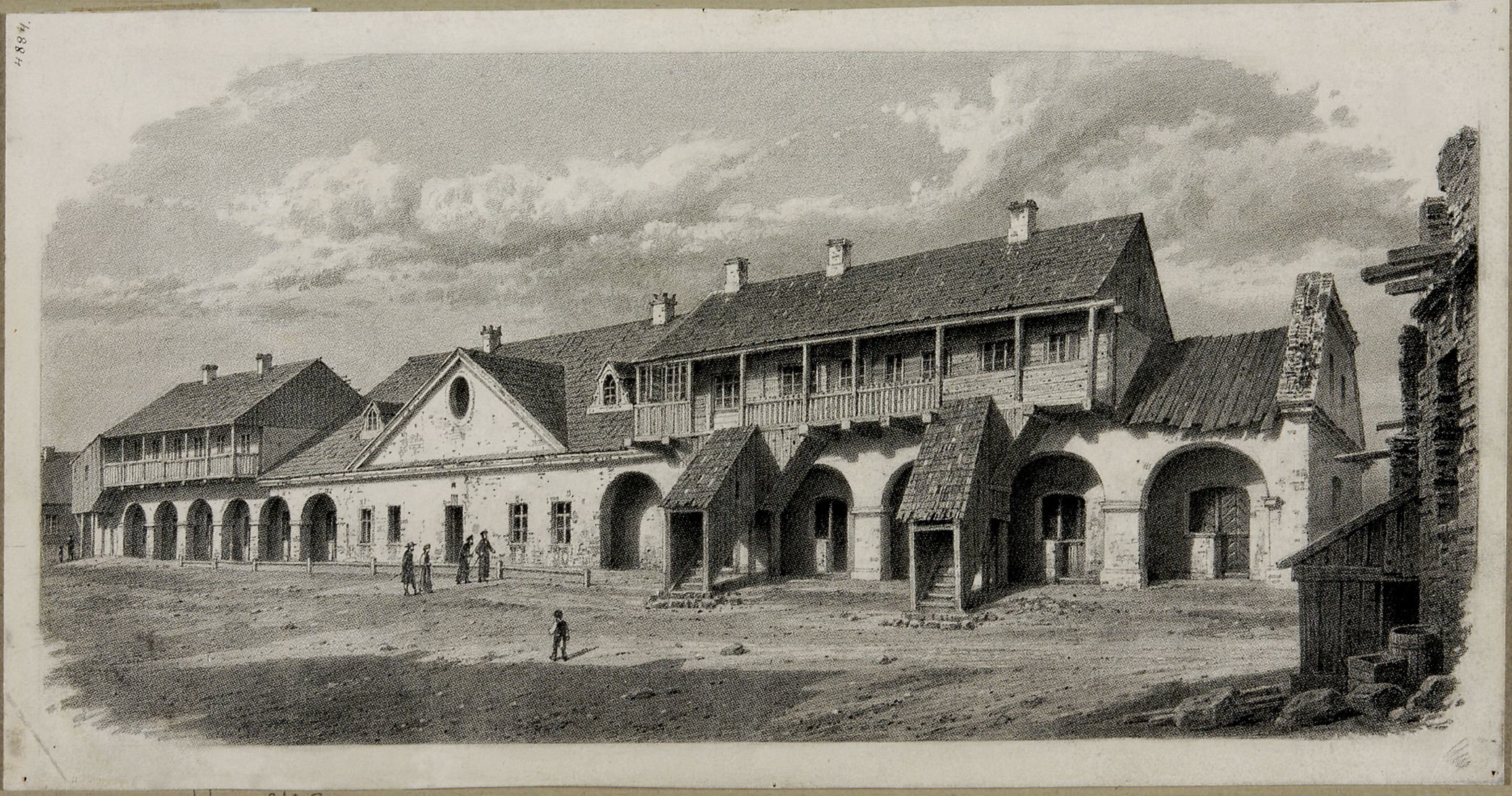
Ratusz w XIX w.

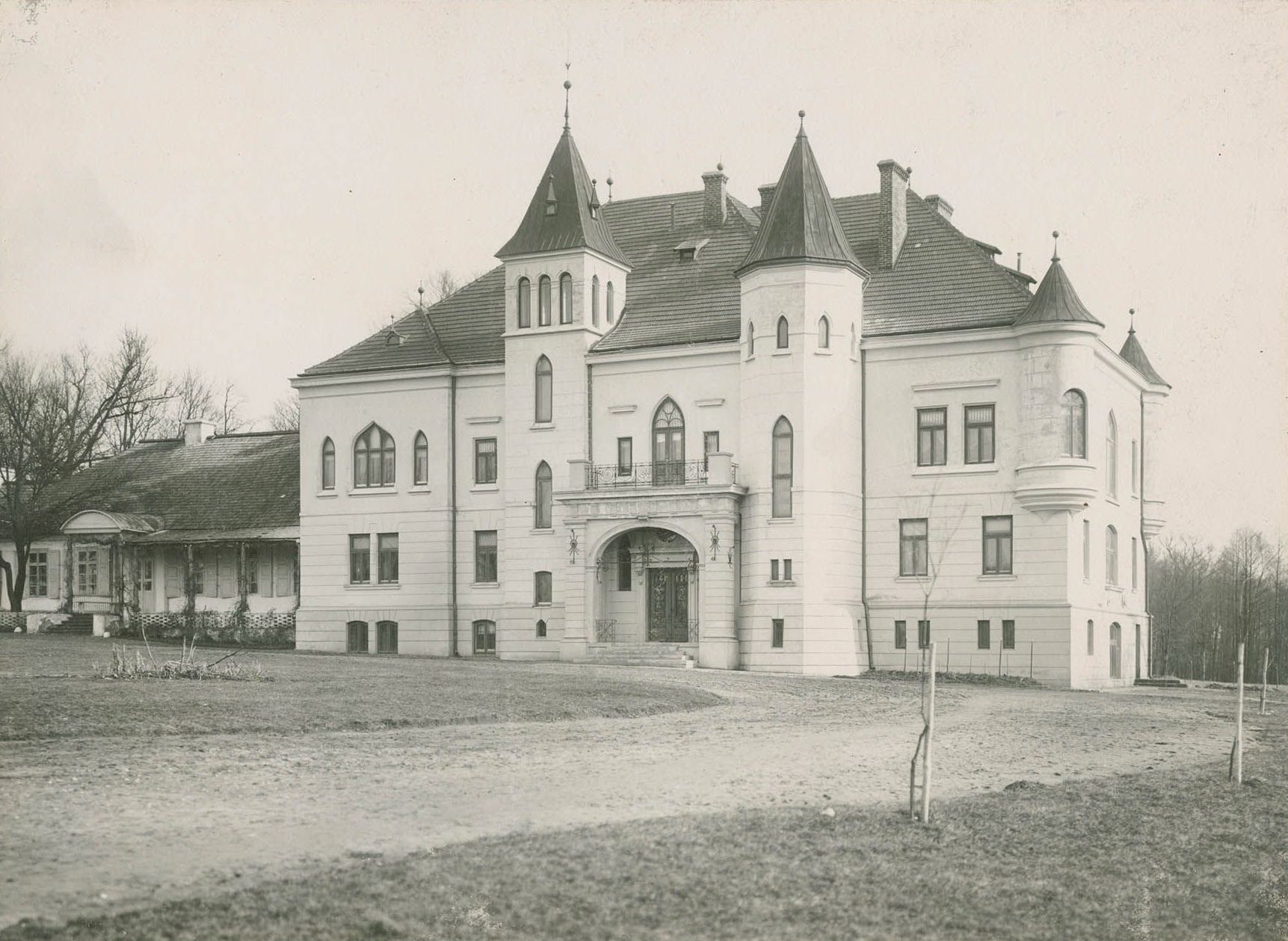
Pałac Kossakowskich na pocz. XX w.

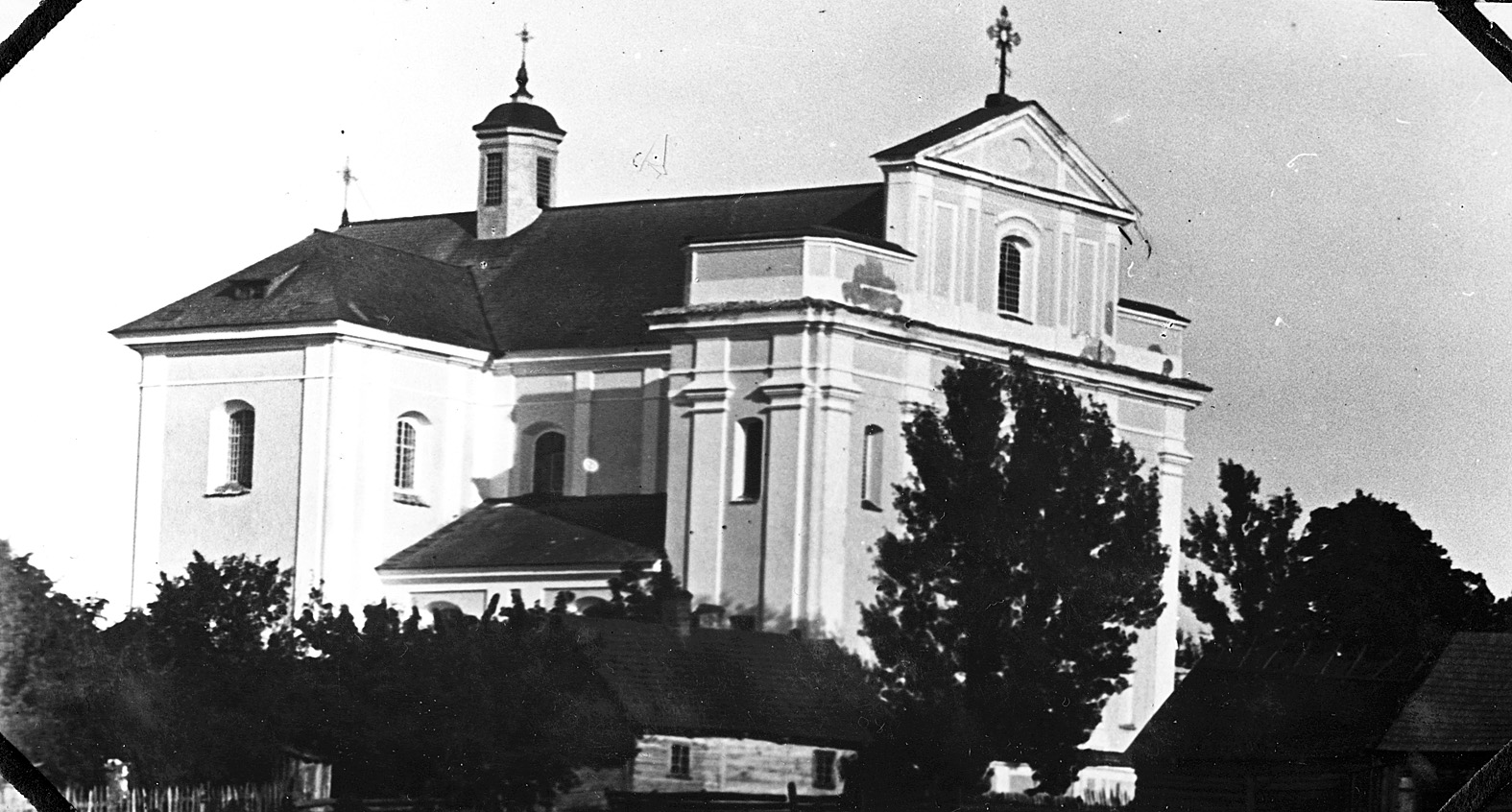
Kościół Nawiedzenia NMP na pocz. XX w.

- 1506: pierwsze wzmianki w związku z nadaniem osady w wieczyste użytkowanie Aleksandrowi Chodkiewiczowi, marszałkowi Wielkiego Księstwa Litewskiego, za zasługi dla Ojczyzny;
- XVI wiek: w Brzostowicy istniał kościół, który spaliły wojska moskiewskie; istniał także dwór szlachecki[9];
- 1613: na mapie Tomasza Makowskiego zaznaczona jako miasteczko powiatu grodzieńskiego;
- XVII–XVIII wiek: własność Mniszków, Potockich, Kossakowskich
- 1754: otrzymała od króla Polski Augusta III prawo magdeburskie; zatwierdzono herb z wizerunkiem wiewiórki;
- 19 września 1794: w bitwie między żołnierzami Tadeusza Kościuszki i wojskiem rosyjskim w miasteczku zginęło ponad 250 powstańców, a pogoń za nimi trwała aż do wsi Hołynka; w bitwie po stronie rosyjskiej odznaczył się dowódca szwadronu, major, książę Piotr Bagration, przyszły bohater wojny z Napoleonem w 1812;
- 1795: w wyniku III rozbioru Rzeczypospolitej weszła w skład powiatu grodzieńskiego guberni grodzieńskiej Imperium Rosyjskiego;
- 1863–1864: mieszkańcy miasteczka brali aktywny udział w powstaniu styczniowym
- 1917: zajęta przez wojska niemieckie;
- od 1919 r. w granicach II Rzeczypospolitej;
- 7 czerwca 1919 roku, wraz z całym powiatem grodzieńskim, weszła w skład okręgu wileńskiego Zarządu Cywilnego Ziem Wschodnich – tymczasowej polskiej struktury administracyjnej[10];
- latem 1920 roku zajęta przez bolszewików, następnie odzyskana przez Polskę;
- 20 grudnia 1920 roku włączona wraz z powiatem do okręgu nowogródzkiego[11].
- od 19 lutego 1921 roku[12] centrum administracyjne gminy Brzostowica Wielka w powiecie grodzieńskim województwa białostockiego;
- wrzesień 1939: zajęta przez ZSRR; w dniach pomiędzy ewakuacją Wojska Polskiego a wkroczeniem Armii Czerwonej dochodziło do zbrodni na polskich urzędnikach dokonywanych przez kryminalistów i ludność niepolską; zamordowani zostali m.in. dwaj policjanci: komendant posterunku Ostaszewski i posterunkowy Łojko[13]; od listopada 1939 w składzie Białoruskiej SRR jako wieś w rejonie kryneckim obwodu białostockiego;
- 2 listopada 1939: włączona do Białoruskiej SRR;
- 4 grudnia 1939: włączona do nowo utworzonego obwodu białostockiego;
- czerwiec 1941: pod okupacją niemiecką;
- 22 lipca 1941: włączona w skład okręgu białostockiego III Rzeszy;
- 1944: ponownie zajęta przez wojska sowieckie;
- 20 września 1944: stała się centrum administracyjnym rejonu brzostowickiego;
- 19 lutego 1947: otrzymała status osiedla typu miejskiego;
- wrzesień 2006: osiedle obchodziło święto 500-lecia pierwszego wzmiankowania, w czasie którego odsłonięto m.in. pomnik "Drzewo życia" przedstawiający wiewiórkę - symbol miejscowości[14].

## Demografia
- 1878: 1694 os. (791 mężczyzn і 803 kobiety), w tym 1127 Żydów[15]
- Według spisu powszechnego z 1921 roku, miasteczko zamieszkane było przez 1371 osób, w tym 705 Żydów, 596 Polaków i 70 Białorusinów. Judaizm wyznawało 720 mieszkańców, katolicyzm – 421, prawosławie – 229. Jeden mieszkaniec miasteczka był ewangelikiem. Z kolei w folwarku Brzostowica Wielka mieszkało 160 osób, w tym 90 Białorusinów, 69 Polaków i jedna osoba innej narodowości. Prawosławie wyznawały 92 osoby, katolicyzm – 68[16].
- 1931: m.in. 720 Żydów (w sierpniu 1941 brzostowiccy Żydzi przesiedleni zostali do getta w Krynkach, a w listopadzie 1942 zgładzeni w obozie zagłady w Treblince)[17]
- 2006: 5900 os.

## Gospodarka, komunikacja
Przedsiębiorstwa przemysłu spożywczego, usługi socjalno-mieszkaniowe.
- Filia "Brzostowickiego masłasyrzawodu" – AAT "Małoczny swiet"
- Prywatne Unitarne Przedsiębiorstwo "Kaapram Bierastawickaha rajonnaha spażywieckaha tawarystwa"

Miejscowość położona jest 10 km od stacji kolejowej Brzostowica na linii Mosty – Brzostowica, przy drodze Grodno – Brzostowica – Wołkowysk.

## Zabytki
- Historyczna zabudowa miasteczka (kon. XIX – pocz. XX w.)
- Kościół Przemienienia Pańskiego (1912), parafialny
- Kościół Nawiedzenia Najświętszej Marii Panny (1741)
- Stary cmentarz katolicki, kapliczki
- Cerkiew prawosławna Zaśnięcia Najświętszej Bogurodzicy (2. poł. XIX w.), parafialna
- Dwór Kossakowskich (XVIII w.).

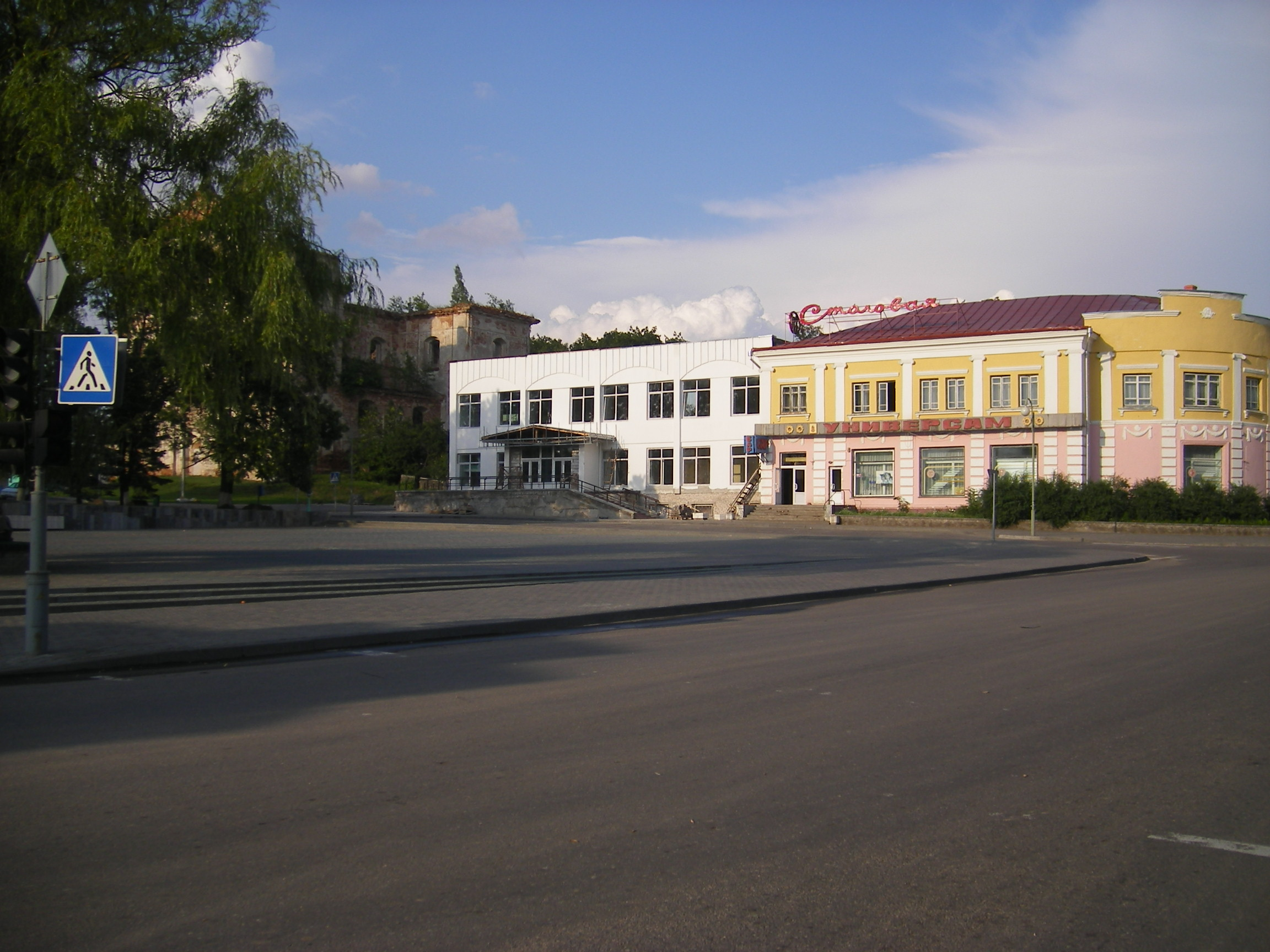
Rynek
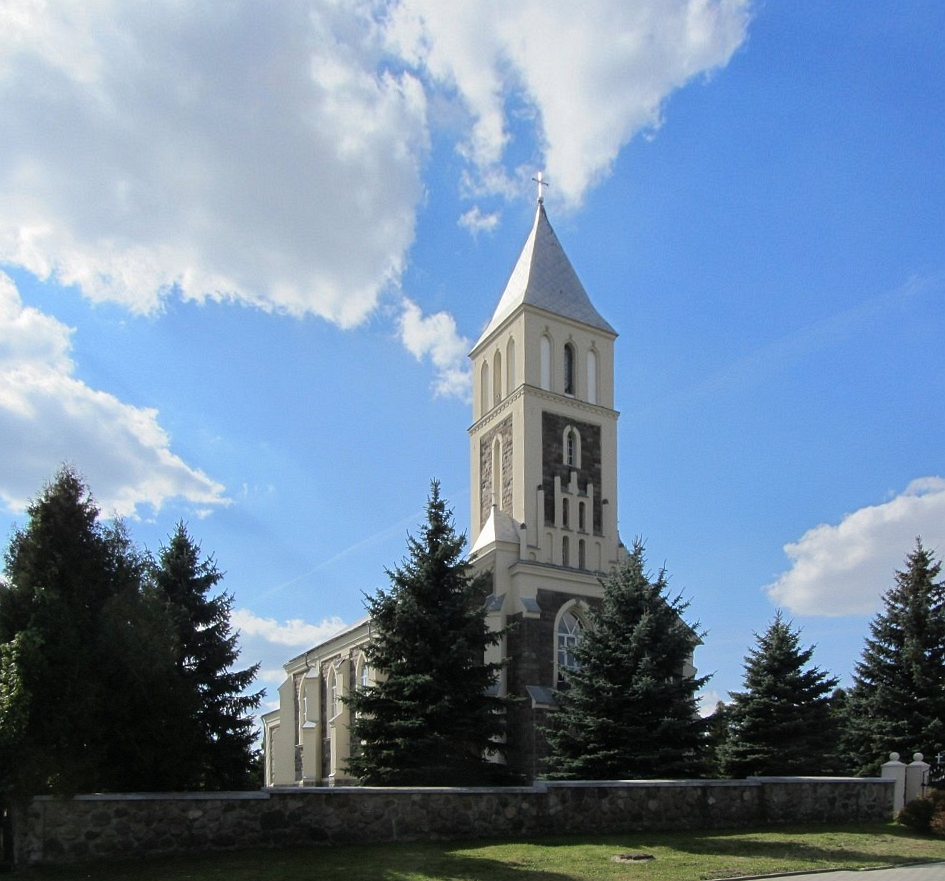
Kościół Przemienienia Pańskiego
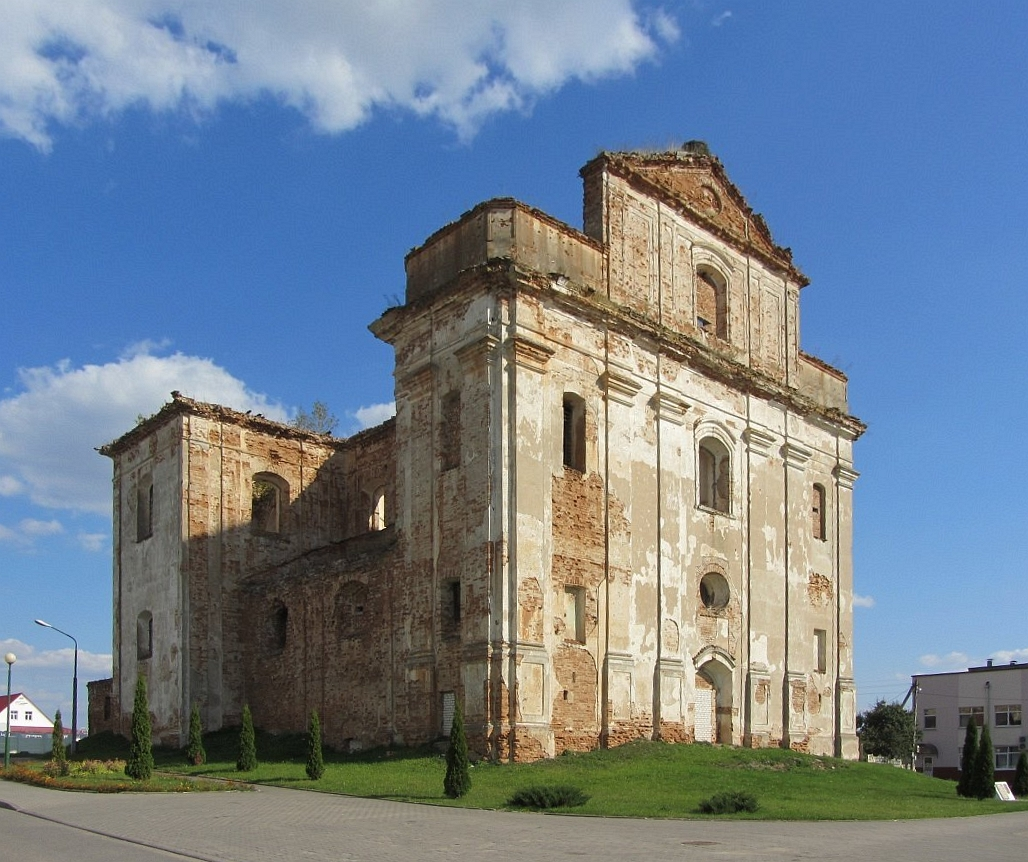
Ruiny kościoła Nawiedzenia NMP (pokarmelickiego)
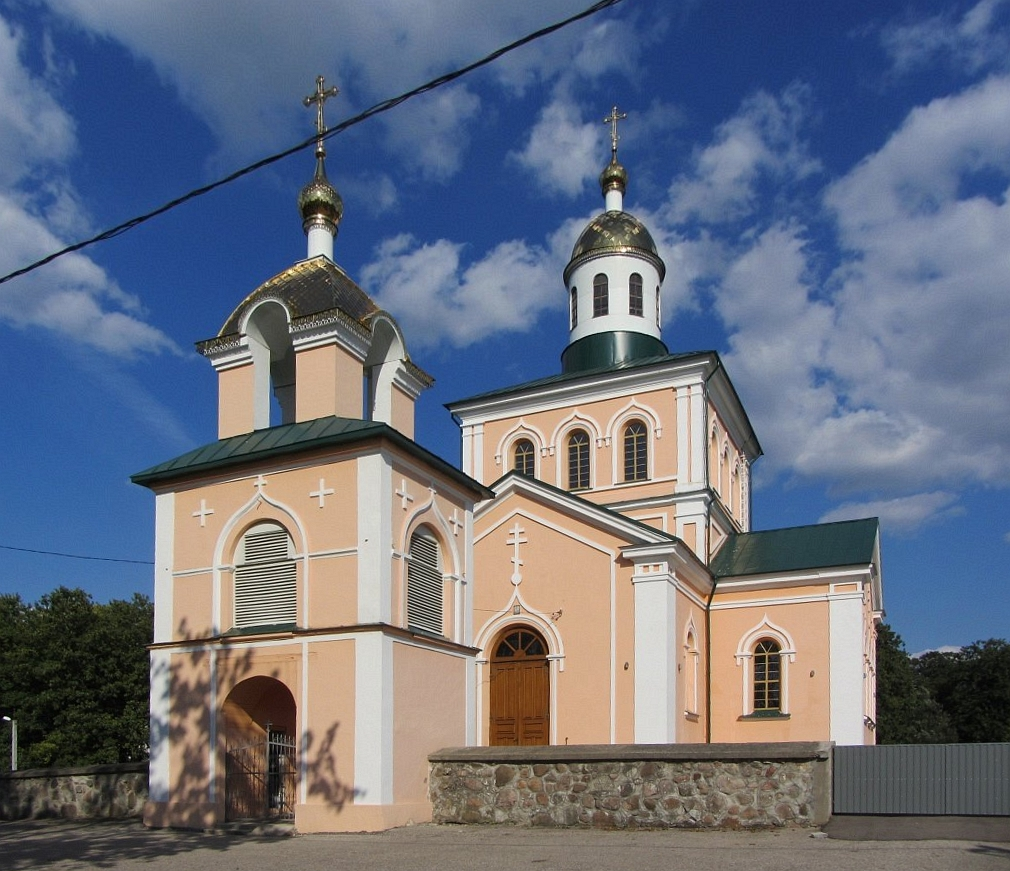
Cerkiew Zaśnięcia Najświętszej Bogurodzicy
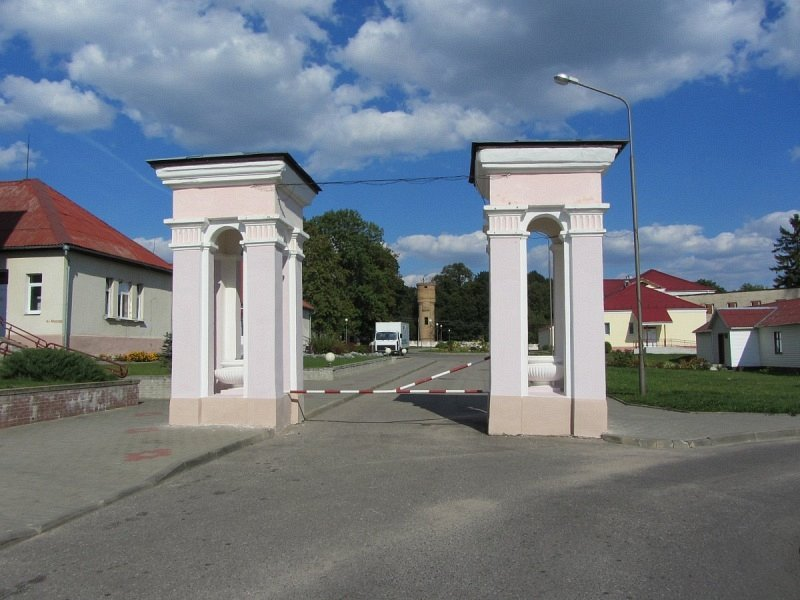
Brama siedziby miasta
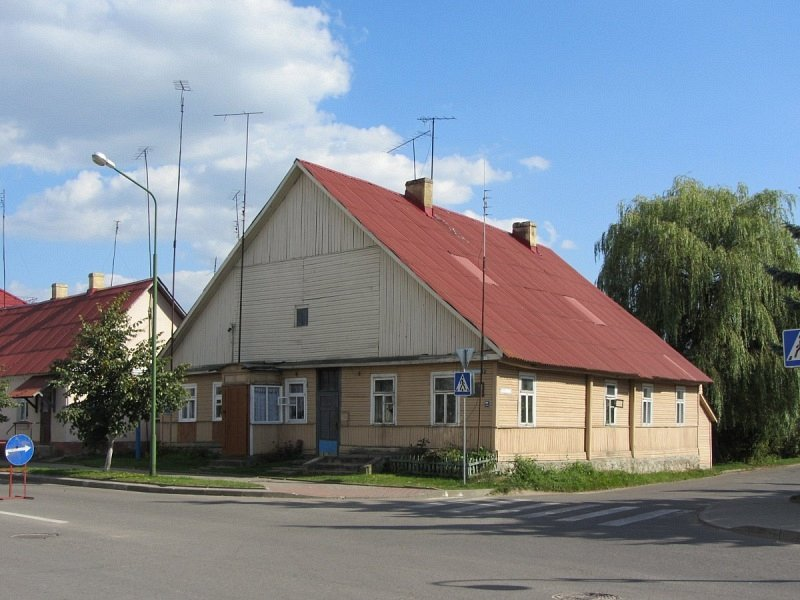
Zabytkowy dwór
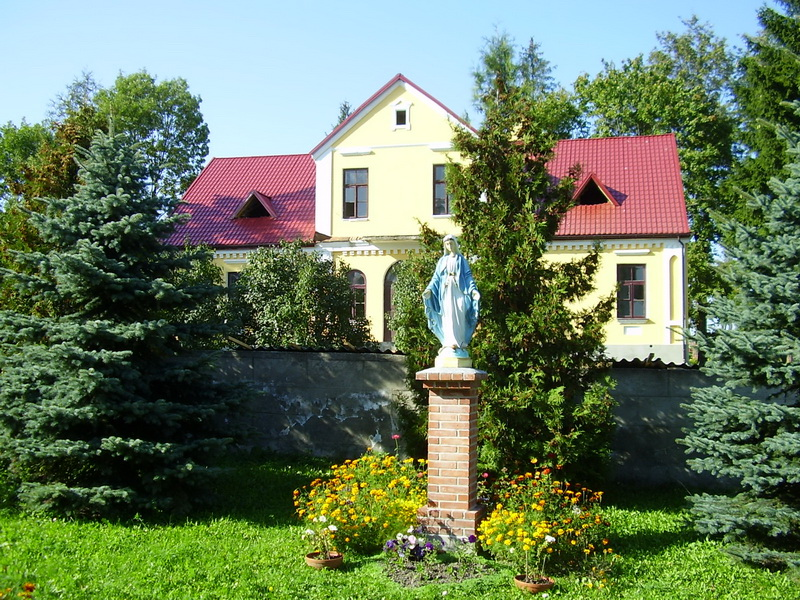
Plebania miejscowej parafii katolickiej

### Zabytki zniszczone
- Pałac Kossakowskich (XIX w.)

### Ludzie związani z Brzostowicą Wielką
- Andrzej Poczobut - działacz mniejszości polskiej na Białorusi, urodzony w 16 kwietnia 1973 w Brzostowicy Wielkiej